# الماتایویل
ال-ماتایویل یک منطقهٔ مسکونی در یمن است که در استان حضرموت واقع شده‌است.